# Viguiera rhombifolia
Viguiera rhombifolia là một loài thực vật có hoa trong họ Cúc. Loài này được (B.L.Rob. & Greenm.) S.F.Blake miêu tả khoa học đầu tiên năm 1913.